# Музей Унтерлінден
Музей Унтерлінден (фр. Musée d'Unterlinden) — художній музей в ельзасському місті Кольмар у Франції. Музей зберігає значну колекцію творів сакрального мистецтва від Середніх віків до епохи Відродження. Музей розташований у колишньому домініканському монастирі XIII століття, який був секуляризований під час Великої Французької революції; відкрився як музей у 1849 році.

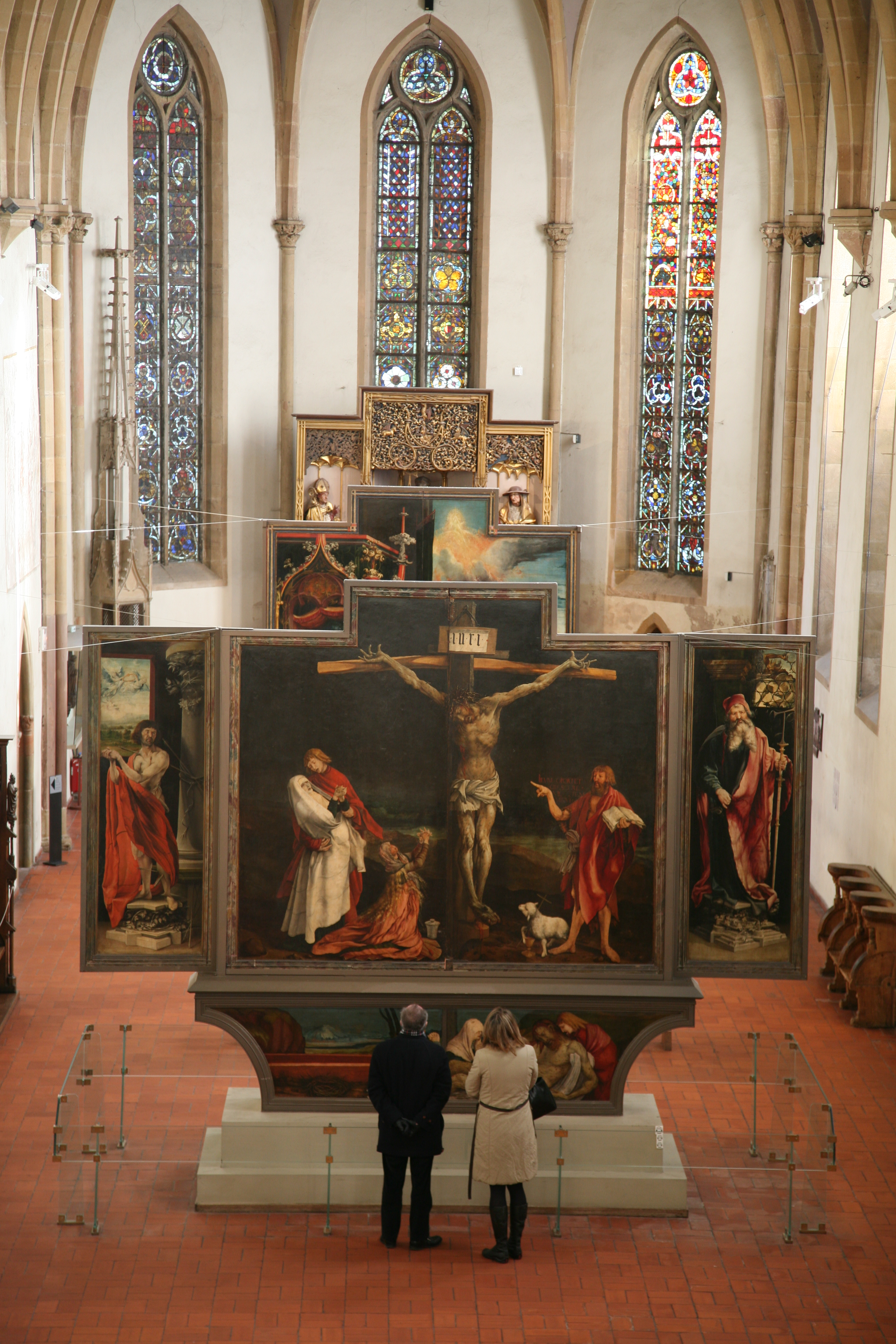
Ізенгеймський вівтар в експозиції Музею Унтерлінден в Кольмарі

Головний експонат, який забезпечив музею Унтерлінден світову популярність, — Ізенгеймський вівтар художника Маттіаса Грюневальда XVI століття — знаходиться в приміщенні колишньої капели. Тут також представлені роботи Мартіна Шонгауера, Каспара Ізенмана та Гольбейна Старшого, а також зібрання археологічних знахідок доби до Меровингів.
Музей розташований в центрі Кольмара за адресою: Rue d'Unterlinden Nr.1.

## Галерея

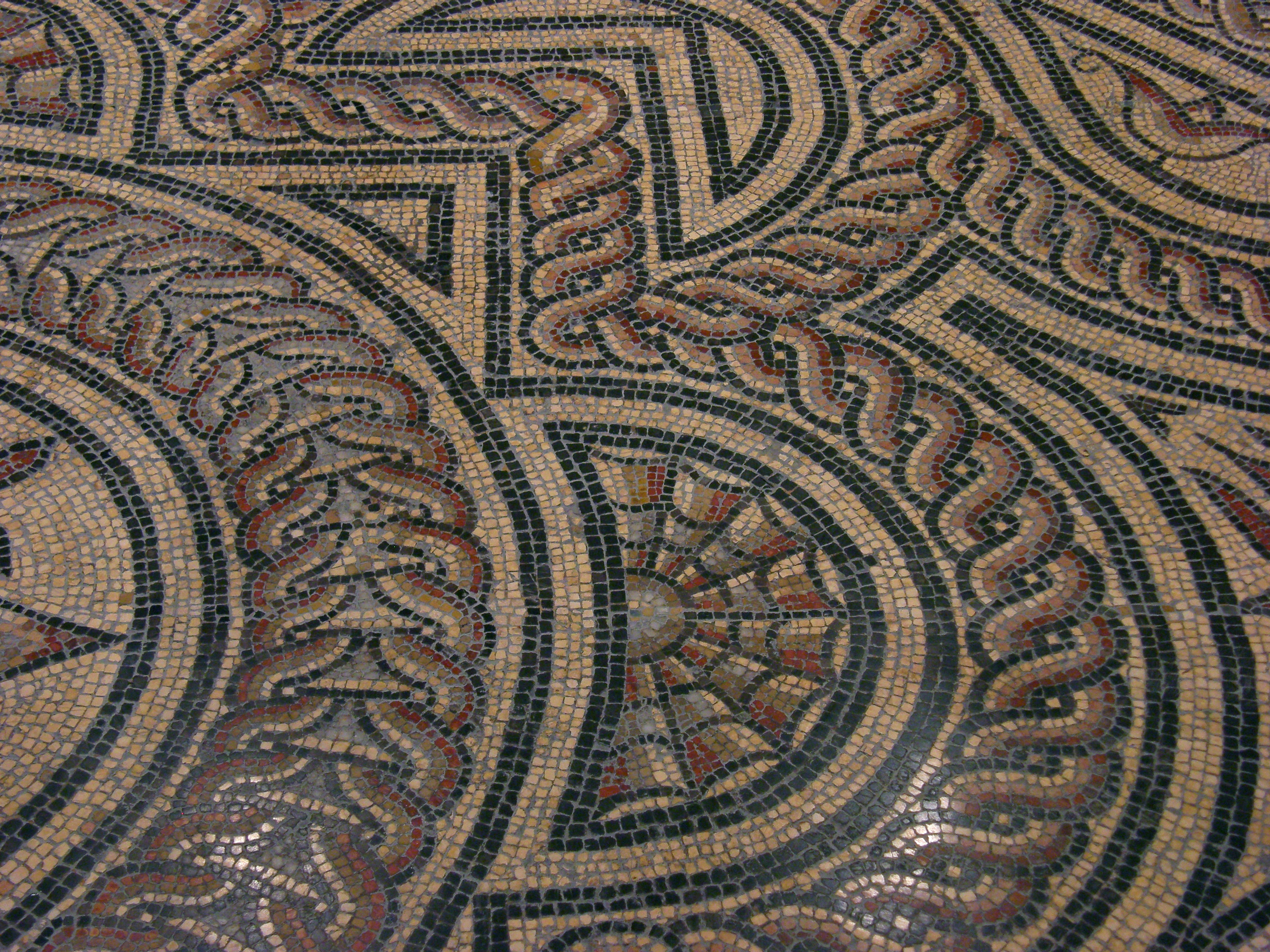
Гало-римська мозаїка з Бергайма (фрагмент).
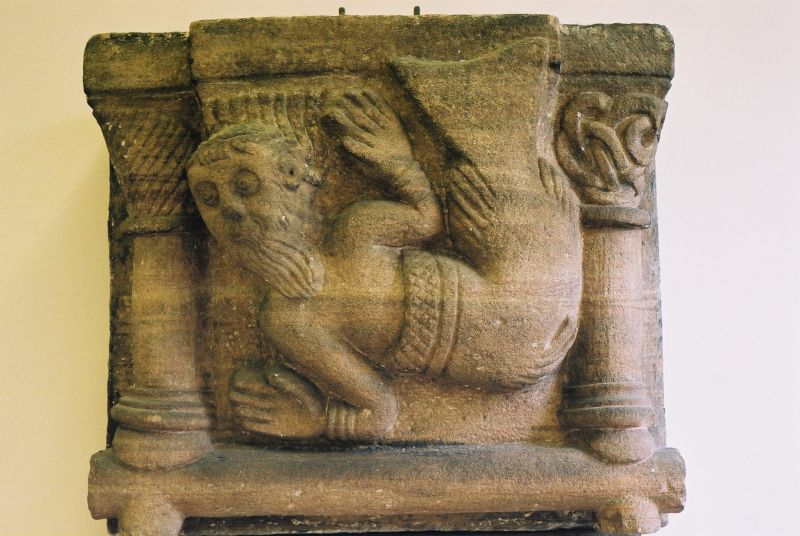
Романська капітель з водяним.
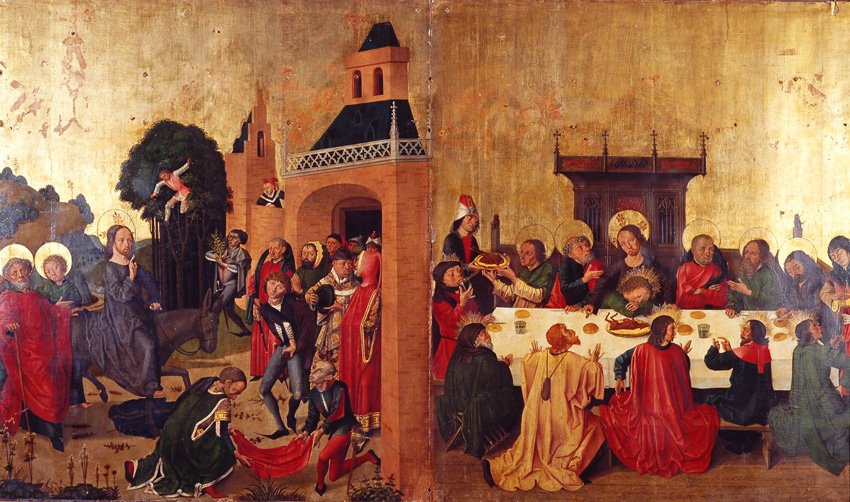
Каспар Ізенман, «Вхід до Єрусалиму і Тайна вечеря».
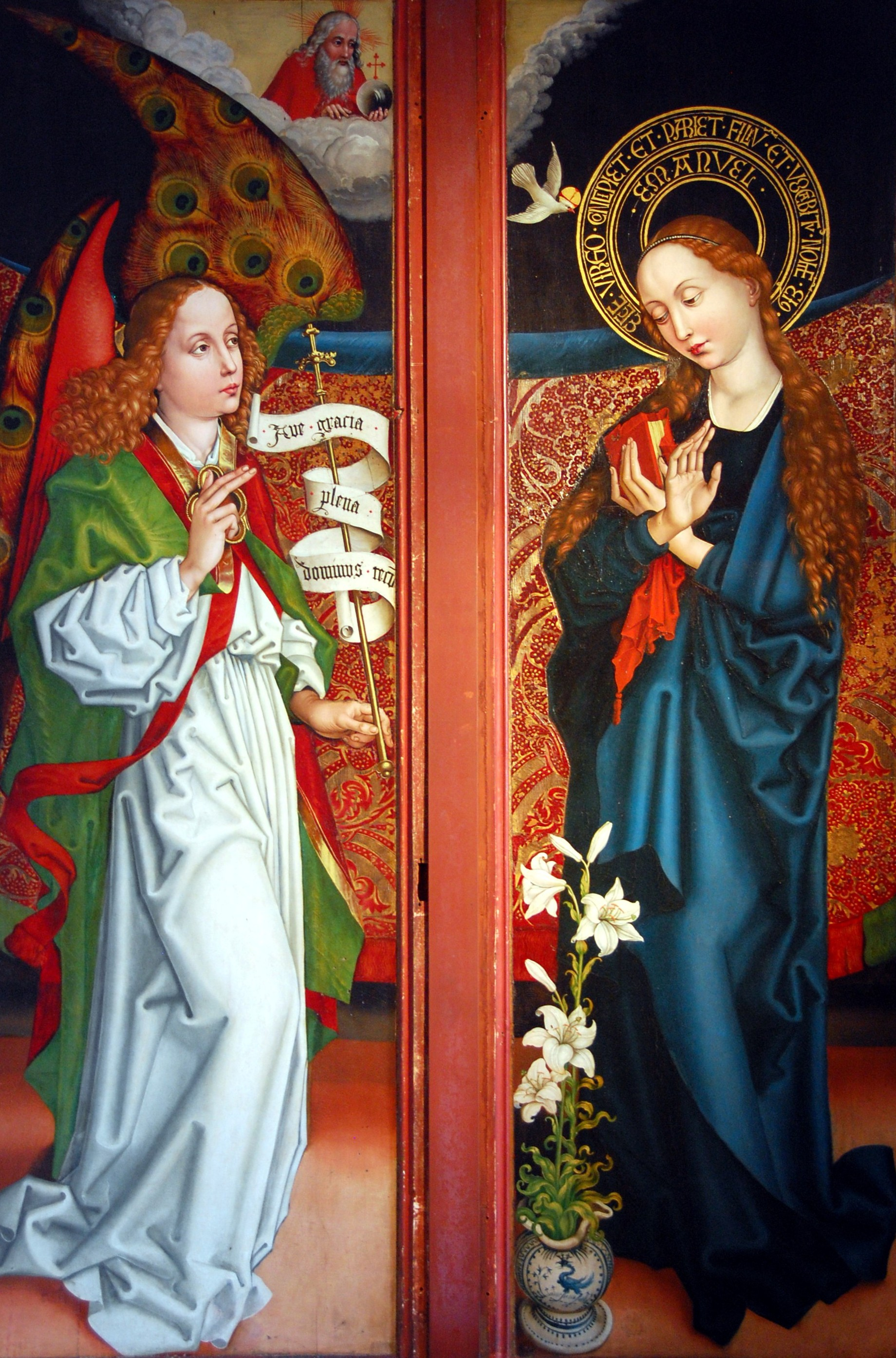
Мартін Шонгауер, «Вівтар Орлі» (фрагмент).
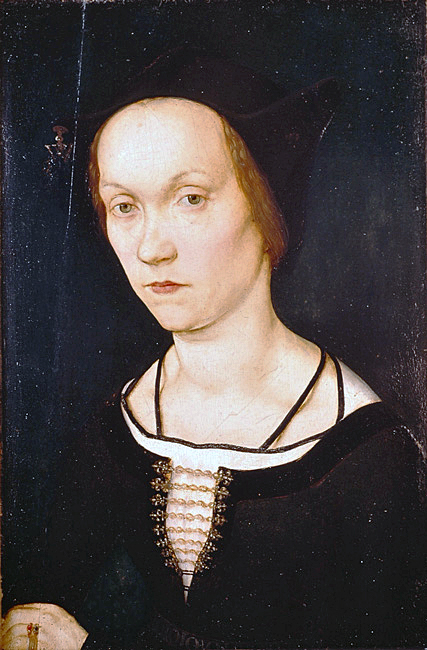
Ганс Гольбайн старший, «Портрет жінки».
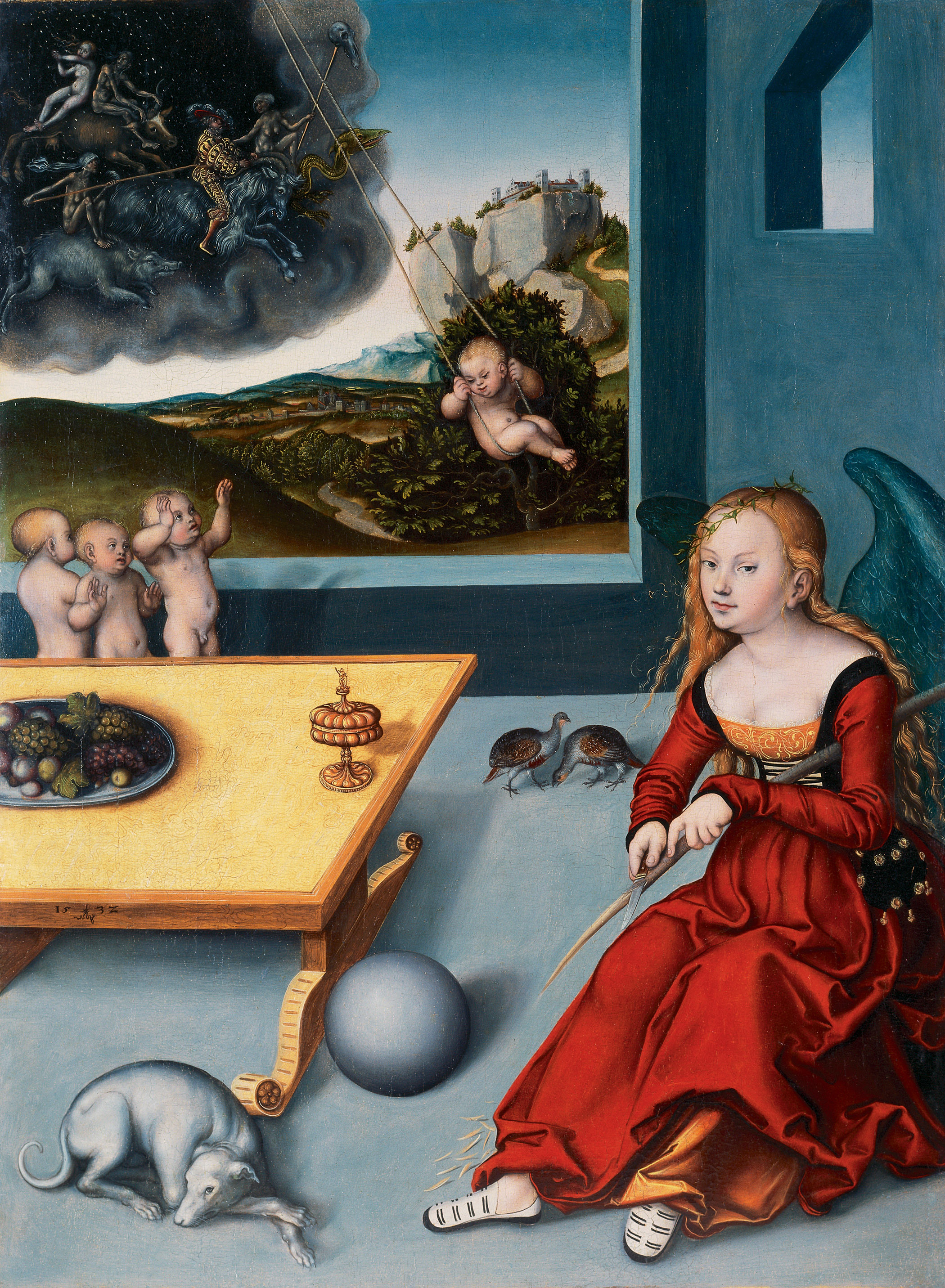
Лукас Кранах Старший, «Меланхолія».
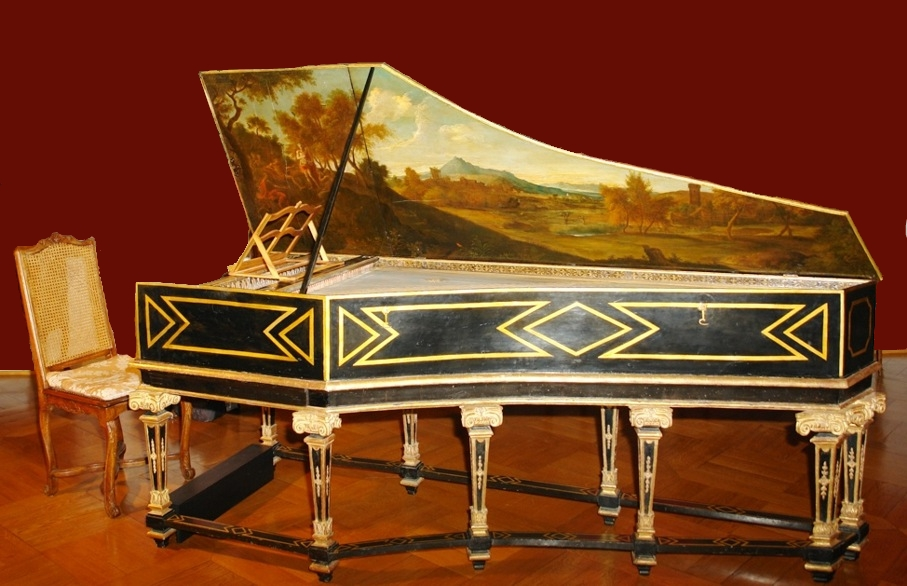
Рукери, клавесин з Фландрії, 1624.
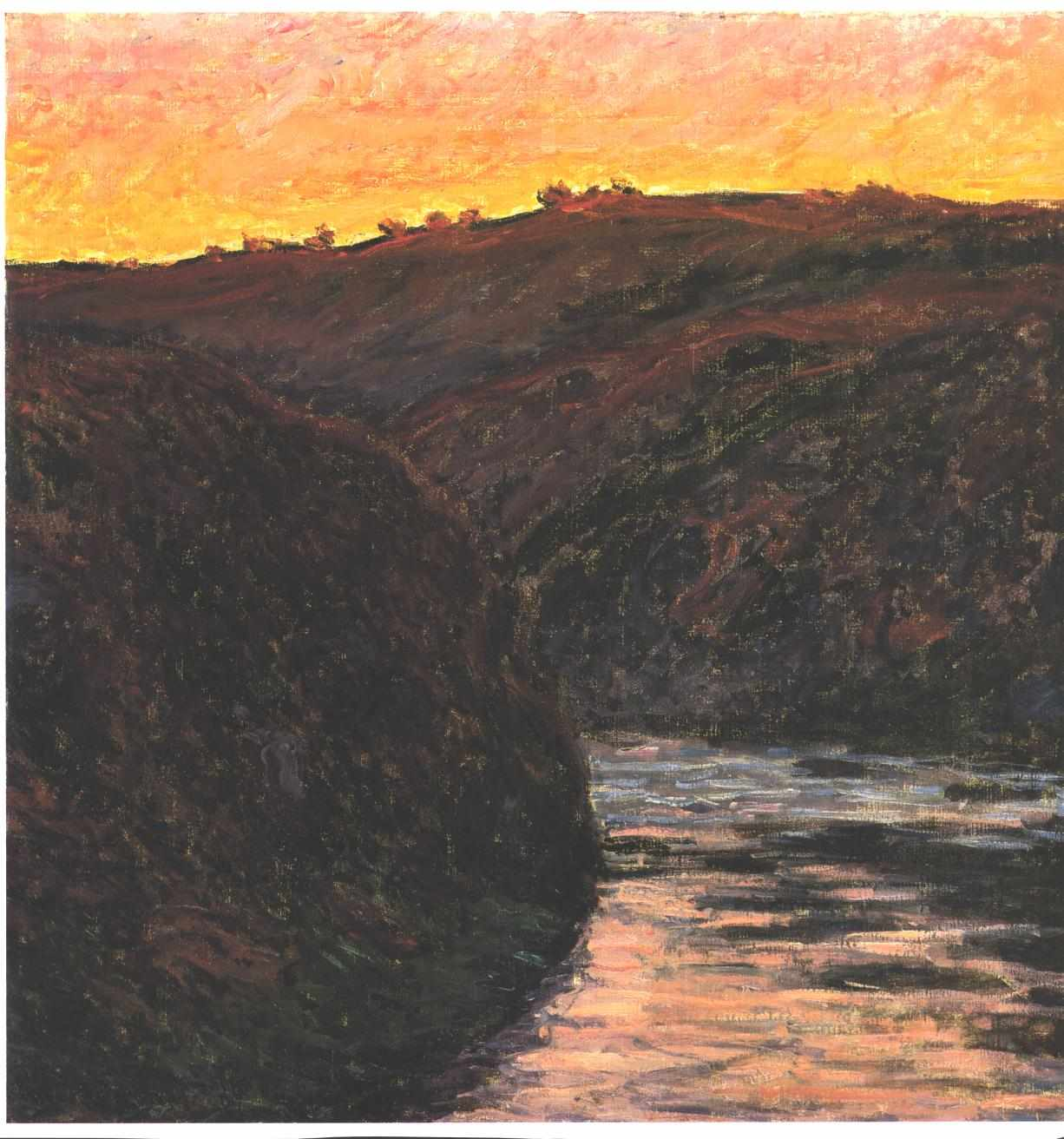
Клод Моне, «Крезька долина на заході сонця».